# كيلي هاند
كيلي هاند (بالإنجليزية: Kelli Hand)‏ هي دي جيه أمريكية، ولدت في 1965 في ديترويت في الولايات المتحدة.

## وصلات خارجية
- كيلي هاند على موقع ميوزك برينز (الإنجليزية)
- كيلي هاند على موقع ديسكوغز (الإنجليزية)